# Marit Kamps
Marit Kamps (4 maart 2001) is een Nederlandse judoka die uitkomt in de +78 kg gewichtsklasse. Ze heeft zich bewezen als een van de toonaangevende atleten in haar categorie op zowel nationaal als internationaal niveau.

## Carrière
Marit begon haar judocarrière op jonge leeftijd en heeft sindsdien een indrukwekkende reeks prestaties opgebouwd. Ze is lid van het Nederlandse nationale judoteam en heeft Nederland vertegenwoordigd op verschillende belangrijke toernooien.

## Belangrijkste prestaties

### Junior Wereldkampioenschappen
- Gouden medaille in 2021 (Olbia)
- Bronzen medaille in 2019 (Marrakesh)

### Europese Kampioenschappen
- Bronzen medaille in de categorie +78 kg in 2023 (Montpellier)
- Zilveren medaille in de gemengde teamcompetitie in 2022 (Mulhouse)

### IJF Grand Slam
- Zilveren medaille in 2023 (Astana)
- Bronzen medailles in 2022 (Antalya, Tbilisi) en 2024 (Baku)

### IJF Grand Prix
- Bronzen medaille in 2022 (Almada)

### Olympische Spelen
In 2024 nam Kamps deel aan de Olympische Zomerspelen van 2024 in Parijs. In de eerste ronde in de klasse voor vrouwen boven de 78kg won ze haar eerste partij van Khrystina Homan. In de de achtste finales werd ze uitgeschakeld door Raz Hershko.